# Sonorella christenseni
Sonorella christenseni är en snäckart som beskrevs av Fairbanks och John Raymond Reeder 1980. Sonorella christenseni ingår i släktet Sonorella och familjen Helminthoglyptidae. IUCN kategoriserar arten globalt som nära hotad. Inga underarter finns listade i Catalogue of Life.